# (2122) Pyatiletka
(2122) Pyatiletka (1971 XB) – planetoida z pasa głównego asteroid okrążająca Słońce w ciągu 3,73 lat w średniej odległości 2,4 au. Odkryta 14 grudnia 1971 roku.